# Radfahrer

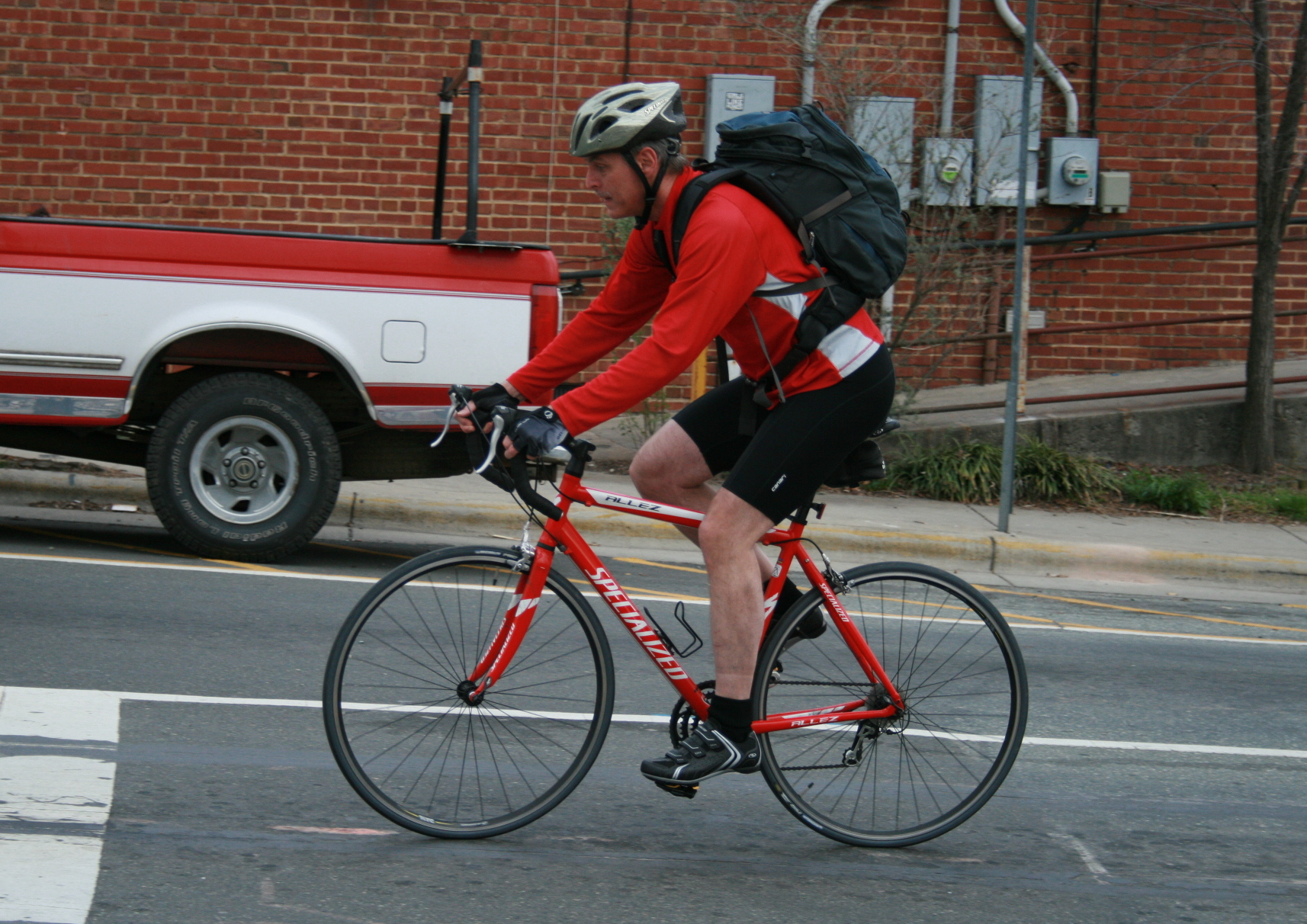
Ein Radfahrer

Ein Radfahrer, auch Fahrradfahrer, Schweizer Hochdeutsch: Velofahrer, ist eine Person, die fahrradfährt. Sie nutzt ein Fahrrad zur Fortbewegung, zum Transport oder zum Sport.

## Sprachbildliche, übertragene Bedeutung
Der Begriff „Radfahrer(-mentalität)“ wurde im übertragenen Sinne als kritische Metapher zur Kennzeichnung des typischen, opportunistischen Verhaltens des autoritären Charakters verwendet: Nach oben buckeln und nach unten treten. Ursprung dieser Metapher ist möglicherweise Kurt Tucholskys Rezension von Heinrich Manns Roman Der Untertan: „… der untertänig und respektvoll nach oben himmelt und niederträchtig und geschwollen nach unten tritt, der Radfahrer des lieben Gottes …“.

## Das Thema in Film, Musik und Literatur
Der Spielfilm-Klassiker „L’École des facteurs“ (Schule der Briefträger) von Jacques Tati aus dem Jahr 1947 nutzt den radfahrenden Postboten als ergiebigen Komödienstoff. Der durch den Landkreis radelnde Briefträger und seine skurrilen Bekanntschaften sind ausgetüftelte, leicht daherkommende Komik, die ohne viel Worte auskommt. Ebenfalls eine Komödie, aber auch Hausmannskost-Unterhaltung bietet der deutsche Nachkriegsfilm „Immer diese Radfahrer“ mit Heinz Erhardt aus dem Jahre 1958.
Auch in ernsten und tragischen Filmen fand das Sujet des Radfahrers Einzug, so im neorealistischen italienischen Filmklassiker Fahrraddiebe von Vittorio de Sica, der 2001 ein preisgekröntes chinesisches Remake als Beijing Bicycle erfahren hat.
Im französischen Chanson der Nachkriegszeit ebenso dem anglo-irischen Folk wurden dem erweiterten Bewegungsspielraum und Erlebnis im Fahrtwind hymnische und zugleich lustvoll-humorige Seiten (Kampf dem Gegenwind, der Steigung, dem Sturz) abgewonnen. Beispiele bieten in den 1950ern Georges Brassens und in den 1970ern die nordirische Gruppe The Sands Family. Aber auch in die zeitgenössische Pop- und Rockmusik fand das Fahrrad als Thema Einzug. Als Beispiele seien hier My white bicylce von Nazareth, oder das bekannte Lied Bicycle Race von Queen genannt. Im Bereich Jazz/Crossover interpretierten zuletzt Elvis Costello und die Mezzosopranistin Anne Sofie von Otter das balladeske Stück Broken Bicycle/Junk der Autoren Tom Waits und Paul McCartney. Auch in der deutschsprachigen Musik war und ist das Fahrrad immer wieder Thema, bspw. Mein Fahrrad der Vokalgruppe Die Prinzen, Fahrrad fahr’n von Achim Reichel oder das gleichnamige Lied von Max Raabe.
In der Literatur gibt es überwiegend einschlägige Reiseberichte von Leuten, die teils Nachbarländer, teils fremde Kontinente per Radreisen zu erobern unternahmen und zur Refinanzierung dann ein Buch über ihre Erlebnisse und Erfahrungen machten, meist in Ergänzung der entsprechenden Dia-Show. Fahrräder spielen eine große Rolle in Flann O’Briens Roman Der dritte Polizist.